# Auf Sherlock Holmes’ Spuren
Auf Sherlock Holmes’ Spuren (Originaltitel: Abbott and Costello Meet the Invisible Man) ist eine US-amerikanische Filmkomödie des Regisseurs Charles Lamont aus dem Jahr 1951, mit dem Komikerduo Abbott und Costello in der Hauptrolle. Der 1950 gedrehte Film basiert auf einer Erzählung von Hugh Wedlock jr. und Howard Snyder und persifliert den Film Der Unsichtbare (1933). Alternativtitel sind Der Unsichtbare trifft Abbott und Costello sowie Abbott und Costello auf Sherlock Holmes’ Spuren.

## Handlung
Die depperten Privatdetektive Bud und Lou sind neu im Geschäft. Ihr erster Fall betrifft den Mittelgewichtsboxer Tommy Nelson. Nelson bittet die Detektive, ihn zu seiner Verlobten Helen Gray zu begleiten. Nelson ist kürzlich aus dem Gefängnis entflohen; er ist des Mordes an seinem Manager angeklagt. Helens Onkel, der Wissenschaftler Dr. Philip Gray, hat ein Unsichtbarkeitsserum entwickelt, mit dessen Hilfe Nelson den wahren Mörder finden will. Doch der Doktor verweigert sich, weil das Serum noch zu instabil ist. Als die Polizei auftaucht, injiziert sich Nelson jedoch das Serum selber. Während Detective Roberts den Doktor und seine Nichte verhört, suchen Bud und Lou nach Nelson.
Helen und ihr Verlobter bitten Bud und Lou um Hilfe. Sie wollen den wahren Mörder finden. Nelson glaubt, das Motiv zu kennen. Er hat bei einer Kampfmanipulation nicht mitgemacht, deshalb sei sein Manager ermordet worden. Der Manager, der die Absprache getroffen hat, Morgan, habe den Tod von Nelsons Manager in Auftrag gegeben und den Mord dann Nelson in die Schuhe geschoben.
Bud und Lou tarnen sich für die Ermittlung, Lou als Boxer, Bud als dessen Agent. In Stillwells Sporthalle steigt Lou gegen Rocky Hanlon in den Ring, den Boxer, den Nelson entgegen der Absprache ausgeknockt hat. Der unsichtbare Nelson steigt mit in den Ring und knockt Hanlon nochmals aus, wobei es so aussieht, als hätte Lou das getan. Ein offizieller Kampf wird daraufhin arrangiert. Morgan will den Kampf manipulieren und drängt Lou, Hanlon gewinnen zu lassen. Doch wieder mit der Hilfe des unsichtbaren Nelson wird Hanlon von Lou ausgeknockt. Morgan plant den Mord an Bud, doch Nelson durchkreuzt den Plan, wird aber dabei verwundet. 
Im Krankenhaus wird eine Bluttransfusion zwischen Nelson und Lou durchgeführt. Nelson wird daraufhin sichtbar und Lou für kurze Zeit unsichtbar.

## Kritiken
„Einer der besseren Filme des Komiker-Duos, humorvoll und temporeich zugleich, mit einigen tricktechnischen Kabinettstückchen.“

„Der deutsche Titel ist unzulänglich. Den Amerikanern kam es darauf an, mit Trickeffekten, die übrigens in der Fachpresse hohes Lob ernteten, den Unsichtbaren glaubwürdig zu machen, als besonderen Wert auf die sowieso unsinnige Detektivgeschichte zu legen.“

## Hintergrund

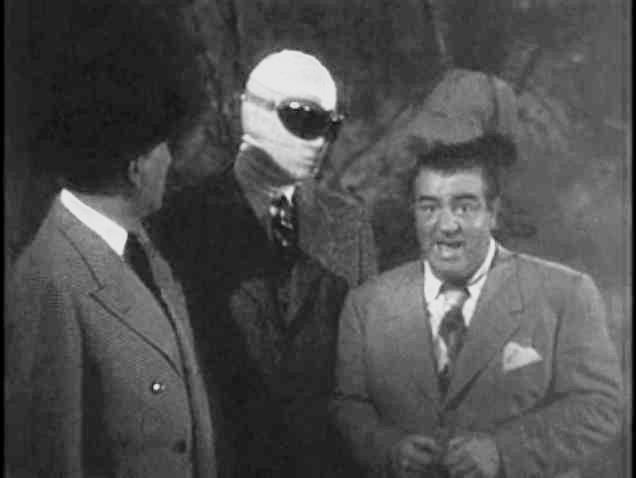

- Abbott und Costellos Rollen-Nachnamen sind ihre originalen Mittelnamen (zweite Vornamen).
- Aus der Vorlage sollte zunächst ein weiterer Film in der Reihe mit dem Unsichtbaren gemacht werden. Doch nach den Erfolgen von Abbott und Costello wurde das Drehbuch zu einer Komödie umgeschrieben.
- Zuständig für die Spezialeffekte war David S. Horsley, der bereits zuvor gemeinsam mit John P. Fulton an drei Unsichtbarer-Filmen mitarbeitete und 1955 einen Spezialoscar erhielt.
- Oscarprämiert kam Set-Decorator Russell A. Gausman zu diesem Film. Einen Oscar bekam er 1944, ein weiterer kam 1961 hinzu.
- Ton-Ingenieur Leslie I. Carey wurde 1955 mit dem Oscar ausgezeichnet.
- Der im Abspann nicht genannte Co-Komponist Johnny Green hatte schon 1949 einen Oscar für die beste Filmmusik bekommen, 1952, 1962 und 1969 kamen drei weitere hinzu, dazu noch 1954 ein Oscar für den besten Kurzfilm.
- Ebenfalls im Abspann nicht aufgeführt wurde der Mitkomponist und dreifache Oscarpreisträger Miklós Rózsa.
- Auf dem Bild in Dr. Grays Labor ist Claude Rains zu sehen, der die Hauptrolle in Der Unsichtbare (1933) spielte.
- Es wurden mehrere Szenen aus Der Unsichtbare kehrt zurück (1940) wiederverwendet, darunter u. a. als das Meerschweinchen auf dem Labortisch unsichtbar wird und sich anschließend im Käfig bewegt.
- Uraufführungen:

- USA: 7. März 1951
- Deutschland: 8. Februar 1952
- Österreich: 24. Oktober 1952

## Synchronisation
| Rolle                 | Darsteller      | Synchronsprecher      |
| --------------------- | --------------- | --------------------- |
| Bud Alexander         | Bud Abbott      | Walter Gross          |
| Lou Francis           | Lou Costello    | Georg Thomalla        |
| Tommy Nelson          | Arthur Franz    | Erich Schellow        |
| Helen Gray            | Nancy Guild     | Edith Schneider       |
| Pussy "Boots" Marsden | Adele Jergens   | Gisela Trowe          |
| Morgan                | Sheldon Leonard | Friedrich Joloff      |
| Dr. Philip Gray       | Gavin Muir      | Fritz Tillmann        |
| Detective Roberts     | William Frawley | Paul Wagner           |
| Rocky Hanlon          | John Daheim     | Horst Sommer          |
| Box-Kommentator       | Sam Balter      | Siegfried Schürenberg |

Die Synchronisation wurde 1952 von der Berliner Synchron GmbH - Wenzel Lüdecke in Berlin durchgeführt.